# Liga Ecuatoriana de béisbol
La Liga Ecuatoriana de béisbol es el principal campeonato de béisbol en Ecuador, se inició en 1930 con la oficialización de este deporte en la Federación Deportiva del Guayas. Actualmente la organización encargada de la regulación del béisbol es la Federación Ecuatoriana de Béisbol (Fecuabeis).
Aunque la mayoría de los equipos son de la Provincia del Guayas, en los últimos años el deporte se ha extendido lentamente a otras zonas y regiones.

## Historia
El béisbol llegó al Ecuador con la aparición del equipo Club Sport Guayaquil en 1899, pero fue 8 años más tarde, en 1907, que se jugó el primer partido. Éste se llevó a cabo en el antiguo hipódromo de Guayaquil, en donde se programó un match de baseball. Se enfrentarían guayaquileños con estadounidenses, con victoria para el equipo norteamericano que ganó el juego 8 carreras a 3.
En los años 20, 4 equipos empezaron a participar en torneos amateurs: Italia, Lusitana, Centenario y Rocafuerte. Pero el béisbol en Ecuador despegó realmente en la década de los 30, ahí aparecen 5 equipos más: Barcelona, Emelec, Liga Deportiva Estudiantil (LDE), Oriente y Maldonado. Uno de los grandes clásicos se disputó en 1934 entre la LDE y Emelec. Fue uno de los partidos épicos de la historia con resultado de 3-2 a favor de los estudiantes.

## Equipos
Equipos destacados
| Equipo                     | Fundación | Ciudad    | Estadio            | Capacidad   |
| Emelec                     | 1929      | Guayaquil | Estadio Yeyo Úraga | 8.000       |
| Barcelona                  | 1925      | Guayaquil | Estadio Yeyo Úraga | 8.000       |
| Cardenales de Guayaquil    | 1930      | Guayaquil | Estadio Yeyo Úraga | 8.000       |
| Nueve de Octubre           | 1940      | Guayaquil | Estadio Yeyo Úraga | 8.000       |
| Reed Club                  | 1937      | Guayaquil | Reed Park          | Desconocido |
| Liga Deportiva Estudiantil | 1950      | Guayaquil | Estadio Yeyo Úraga | 8.000       |
| Fatty                      | 1968      | Guayaquil | Estadio Yeyo Úraga | 8.000       |
| Club Sport Oriente         | 1915      | Guayaquil | Estadio Yeyo Úraga | 8.000       |
| Universidad Católica       | 1950      | Guayaquil | Estadio Yeyo Úraga | 8.000       |
| Urdesa de Guayaquil        | 1930      | Guayaquil | Estadio Yeyo Úraga | 8.000       |
| Pilsener de Guayaquil      | 1960      | Guayaquil | Estadio Yeyo Úraga | 8.000       |

## Equipos campeones
| Temporada   | Torneo                     | Campeón                              | Serie                | Subcampeón                 |
| 1930        | Federativo                 | Barcelona                            |                      | Oriente                    |
| 1932        | Federativo                 | Maldonado                            |                      | Liga Deportiva Estudiantil |
| 1933        | Escudo Municipal           | Barcelona                            |                      | Maldonado                  |
| 1933        | Federativo                 | Oriente                              |                      | Liga Deportiva Estudiantil |
| 1934        | Federativo                 | Liga Deportiva Estudiantil           | 3-2                  | Emelec                     |
| 1935        | Escudo Municipal           | Barcelona                            |                      | Liga Deportiva Estudiantil |
| 1935        | Federativo                 | Emelec                               |                      |                            |
| 1936        | Federativo                 | Emelec                               |                      |                            |
| 1937        | Federativo                 | Emelec                               |                      | Liga Deportiva Estudiantil |
| 1938        | Federativo                 | Emelec                               |                      |                            |
| 1939        | Federativo                 | Emelec                               |                      |                            |
| 1940 - 1944 | No se realizó Torneo       | No se realizó Torneo                 | No se realizó Torneo | No se realizó Torneo       |
| 1945        | National Baseball Congress | Cardenales                           |                      | Reed Club                  |
| 1945        | Campeonato Nacional        | Cardenales                           | 2-1                  | Gimnasium Condor           |
| 1945        | Federativo                 | Reed Club                            |                      | Barcelona                  |
| 1946        | National Baseball Congress | Reed Club                            |                      |                            |
| 1946        | Campeonato Nacional        | Reed Club                            | 2-0                  | Gimnasium Condor           |
| 1947        | National Baseball Congress | Reed Club                            |                      | Oriente                    |
| 1947        | Abierto                    | Barcelona                            |                      |                            |
| 1948        | National Baseball Congress | Emelec                               |                      | Reed Club                  |
| 1949        | National Baseball Congress | Everest                              |                      | Reed Club                  |
| 1949        | Iniciacion                 | Reed Club                            |                      | Everest                    |
| 1949        | Abierto                    | Oriente                              |                      |                            |
| 1950        | National Baseball Congress | Reed Club                            |                      | Everest                    |
| 1951        | National Baseball Congress | Emelec                               |                      | Barcelona                  |
| 1952        | National Baseball Congress | Reed Club                            |                      | Emelec                     |
| 1952        | Abierto                    | Reed Club                            |                      | Emelec                     |
| 1953        | National Baseball Congress | Reed Club                            |                      | Club Imbabura              |
| 1953        | Abierto                    | Reed Club                            |                      | Emelec                     |
| 1954        | National Baseball Congress | Oriente                              |                      | Reed Club                  |
| 1954        | Abierto                    | Oriente                              |                      | Reed Club                  |
| 1955        | National Baseball Congress | Reed Club                            |                      | Emelec                     |
| 1955        | Abierto                    | Reed Club                            |                      | Oriente                    |
| 1956        | National Baseball Congress | Reed Club                            |                      | Emelec                     |
| 1956        | Abierto                    | Reed Club                            |                      | Oriente                    |
| 1957        |                            | Emelec                               |                      | Liga Deportiva Estudiantil |
| 1958        |                            | Oriente y Liga Deportiva Estudiantil |                      | Caupolicán                 |
| 1959        |                            | Oriente                              |                      | Caupolicán                 |
| 1959        | Federativo                 | Oriente                              |                      |                            |
| 1959        | Guayaquil                  | Oriente                              |                      |                            |
| 1959        | Finalización               | Emelec                               |                      |                            |
| 1960        | Abierto                    | Reed Club                            |                      | Liga Deportiva Estudiantil |
| 1960        |                            | Oriente                              |                      | Emelec                     |
| 1961        | Abierto                    | 9 de Octubre                         |                      | Emelec                     |
| 1961        |                            | Emelec                               |                      | Oriente                    |
| 1962        | Guayaquil                  | Emelec                               |                      | 9 de Octubre               |
| 1962        | Abierto                    | Emelec                               |                      | Oriente                    |
| 1963        | Abierto                    | Oriente                              |                      | 9 de Octubre               |
| 1963        |                            | 9 de Octubre                         |                      |                            |
| 1964        | Abierto                    | Barcelona                            |                      | Oriente                    |
| 1965        | Abierto                    | Emelec                               |                      | Barcelona                  |
| 1966        | Federativo - Nacional      | Barcelona                            |                      |                            |
| 1966        | Abierto                    | Barcelona                            |                      |                            |
| 1967        | Abierto                    | 9 de Octubre                         |                      | Barcelona                  |
| 1968        | No se realizó Torneo       | No se realizó Torneo                 | No se realizó Torneo | No se realizó Torneo       |
| 1969        | Abierto                    | Barcelona                            |                      | Pílsener                   |
| 1970        |                            | Emelec                               |                      | Barcelona                  |
| 1971        | Abierto                    | Barcelona                            |                      |                            |
| 1972        | Abierto                    | Liga Deportiva Estudiantil           |                      | Bravos de Las Américas     |
| 1973        | Abierto                    | Barcelona                            |                      | Bravos de Las Américas     |
| 1974        | Guayaquil                  | Universidad Católica                 |                      | Emelec                     |
| 1975        | Abierto                    | Emelec                               |                      | Universidad Católica       |
| 1976        | Abierto                    | Emelec                               |                      | Universidad Católica       |
| 1977        | Abierto                    | Barcelona                            |                      | Emelec                     |
| 1978        | Abierto                    | Asociación Deportiva Naval           |                      | Barcelona                  |
| 1979        | Abierto                    | Barcelona                            |                      | Emelec                     |
| 1979        |                            | Barcelona                            |                      | Emelec                     |
| 1980        |                            | Barcelona                            |                      |                            |
| 1980        | Federativo                 | Barcelona                            |                      |                            |
| 1981        | Federativo                 | Asociación Deportiva Naval           |                      | Barcelona                  |
| 1982        | Federativo                 | Barcelona                            |                      | Asociación Deportiva Naval |
| 1983        | Federativo                 | 9 de Octubre                         |                      | Cardenales                 |
| 1984        | Federativo                 | 9 de Octubre                         |                      | Cardenales                 |
| 1985        | Federativo                 | 9 de Octubre                         |                      |                            |
| 1986        | Federativo                 | Oriente                              |                      |                            |
| 1987        | Federativo                 | Cardenales                           |                      | Oriente                    |
| 1988        | Federativo                 | Cardenales                           |                      | Barcelona                  |
| 1989        | Federativo                 | Cardenales                           |                      |                            |
| 1990        |                            | Cardenales                           |                      |                            |
| 1990        | Federativo                 | Ceibos                               | 3-2                  | Cardenales                 |
| 1991        | Federativo                 | Cardenales                           | 2-1                  | Majis                      |
| 1992        | Federativo                 | Cardenales                           |                      | Chavos                     |
| 1993        | Federativo                 | Chavos                               |                      |                            |
| 1994        | Federativo                 | Emelec                               |                      |                            |
| 1995        | Federativo                 | Eléctricos                           |                      |                            |
| 1996        |                            | Barcelona                            |                      |                            |
| 1996        | Federativo                 | Fatty                                | 2-0                  | Barcelona                  |
| 1997        | Federativo                 | Fatty                                | 2-1                  | Oriente                    |
| 1998        | Federativo                 | Fatty                                | 2-0                  | Oriente                    |
| 1999        | Federativo                 | Fatty                                | 3-2                  | Cardenales                 |
| 2000        | Federativo                 | Emelec                               | 3-0                  | Fatty                      |
| 2001        | Federativo                 | Emelec                               |                      | Fatty                      |
| 2002        | Federativo                 | Barcelona                            | 2-1                  | Emelec                     |
| 2003        | Federativo                 | Emelec                               | 3-0                  | Barcelona                  |
| 2004        | Federativo                 | Emelec                               |                      | Barcelona                  |
| 2005        | Federativo                 | Universidad Católica                 | 2-1                  | Emelec                     |
| 2006        | No se realizó Torneo       | No se realizó Torneo                 | No se realizó Torneo | No se realizó Torneo       |
| 2007        | Federativo                 | Barcelona                            | 2-1                  | Cardenales                 |
| 2008        | Federativo                 | Fatty                                |                      | Cardenales                 |
| 2009        | Federativo                 | Americano                            |                      |                            |
| 2010        | Federativo                 | Americano                            |                      |                            |
| 2011        | Federativo - Nacional      | Emelec                               | 2-1                  | Universidad Católica       |
| 2011        | Torneo Apertura            | Yankees                              | 2-1                  | Universidad Católica       |
| 2011        | Torneo Clausura            | Americano                            | 2-1                  | Universidad Católica       |
| 2012        | No se realizó Torneo       | No se realizó Torneo                 | No se realizó Torneo | No se realizó Torneo       |
| 2013        | Copa Huancavilca           | Americano                            | 2-0                  | Cerveceros                 |
| 2014        | Copa Huancavilca           | Americano                            | 2-1                  | Club SoCal                 |
| 2015        | Copa Huancavilca           | Club SoCal                           | 2-0                  | Americano                  |
| 2015        | Federativo                 | Yankees                              | 2-1                  | Club SoCal                 |
| 2016        | Copa Huancavilca           | Club Azulejos                        | 2-1                  | Cardenales                 |
| 2017        | Copa Huancavilca           | Club Azulejos                        | 2-1                  | Universidad Católica       |
| 2018        | Federativo - Nacional      | Estrellas Orientales                 | 2-0                  | Americano                  |
| 2019        | Federativo - Nacional      | Emelec                               | 2-1                  | Universidad de Guayaquil   |
| 2020        | Federativo - Nacional      | Liga Deportiva Estudiantil           | 2-0                  | Universidad de Guayaquil   |
| 2021        | Federativo - Nacional      | Universidad de Guayaquil             | 2-0                  | Club Dodgers               |
| 2022        | Federativo - Nacional      | Universidad de Guayaquil             | 2-1                  | Americano                  |
| 2023        | Federativo - Nacional      | Club de Alto Rendimiento Rojos       | 2-0                  | Club Indios                |

## Tabla de campeones
| Clubes                         | N.º | Años |
| ------------------------------ | --- | --- |
| Emelec                         | 23  | 1935, 1936, 1937, 1938, 1939, 1948, 1951, 1957, 1959, 1961, 1962, 1962, 1965, 1970, 1975, 1976, 1994, 2000, 2001, 2003, 2004, 2011, 2019 |
| Barcelona                      | 17  | 1930, 1933, 1935, 1947, 1964, 1966, 1966, 1969, 1971, 1973, 1977, 1979, 1979, 1980, 1982, 2002, 2007                                     |
| Reed Club                      | 14  | 1945, 1946, 1947, 1949, 1950, 1952, 1952, 1953, 1953, 1955, 1955, 1956, 1956, 1960                                                       |
| Oriente                        | 11  | 1933, 1949, 1954, 1954, 1958, 1959, 1959, 1959, 1960, 1963, 1985                                                                         |
| 9 de Octubre                   | 6   | 1961, 1963, 1967, 1983, 1984, 1985 |
| Rojos del Cardenales           | 5   | 1987, 1988, 1989, 1991, 1992 |
| Fatty                          | 5   | 1996, 1997, 1998, 1999, 2008 |
| Americano                      | 4   | 2009, 2010, 2013, 2014 |
| Liga Deportiva Estudiantil     | 4   | 1934, 1958, 1972, 2020 |
| Cardenales                     | 2   | 1945, 1945 |
| Asociación Deportiva Naval     | 2   | 1978, 1981 |
| Universidad Católica           | 2   | 1974, 2005 |
| Azulejos                       | 2   | 2016, 2017 |
| Universidad de Guayaquil       | 2   | 2021, 2022 |
| Everest                        | 1   | 1949 |
| Ceibos                         | 1   | 1990 |
| Chavos                         | 1   | 1993 |
| Eléctricos                     | 1   | 1995 |
| Club SoCal                     | 1   | 2015 |
| Estrellas Orientales           | 1   | 2018 |
| Club de Alto Rendimiento Rojos | 1   | 2023 |